# 新加坡机器人学会
新加坡机器人学会成立于2008年8月，由南洋理工大学Dr. Ming Xie发起并同其他新加坡机器人研究领域的学者一起组建成立的非营利性学术组织。是亚洲机器人学团体联合会成员。

## 组织
- 主席：Dr. Ming Xie  （页面存档备份，存于）
- 副主席：Dr.Changjiu Zhou
- 出版委员会：
- Dr. Zhong Zhaowei  （页面存档备份，存于）
- Mr. Li Jing
- 会员委员会
- Dr. Xia Zeyang [永久]
- Dr. Yu Haoyong
- 活动委员会
- Mr. Xian Linbo
- Mr. Zhang Li
- Mr. Wang Lei
- Mr. Song Chengsen

## 外部連結
- 新加坡机器人学会
- 亚洲机器人学会联合会